# KryoFlux
 (novembre 2024).

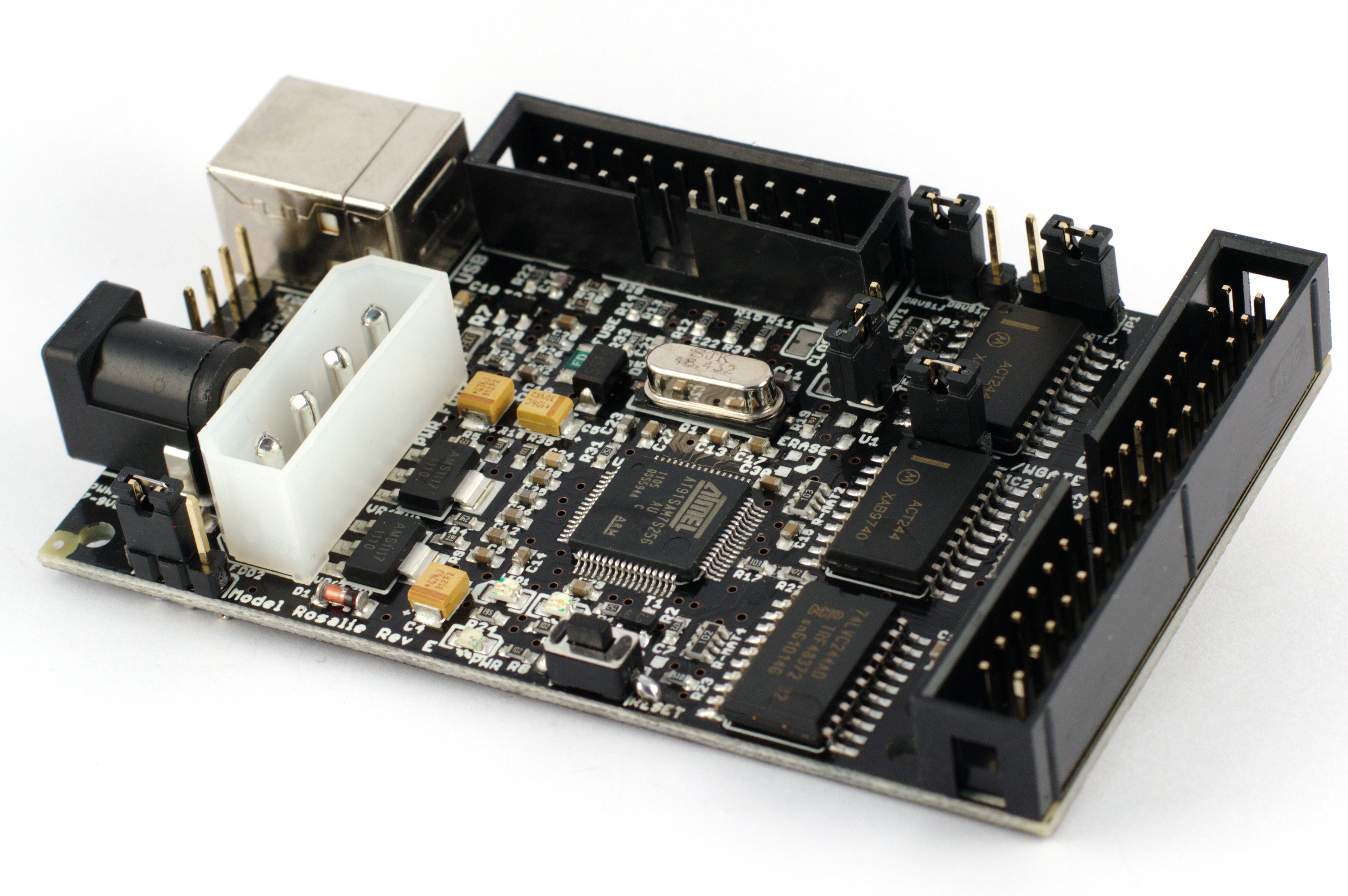
Photo du Kryoflux

KryoFlux est une solution de préservation numérique permettant de préserver les logiciels, les fichiers ou les documents ayant été stockés sur disquettes,. Cet outil, souvent utilisé dans le domaine de l'archivistique numérique (archivage électronique), a été développé par la Software Preservation Society, qui a pour but principal la préservation de logiciels. La carte électronique est également utilisée dans la communauté s'intéressant au rétrogaming afin de préserver de vieux jeux et de les jouer sur des ordinateurs modernes.

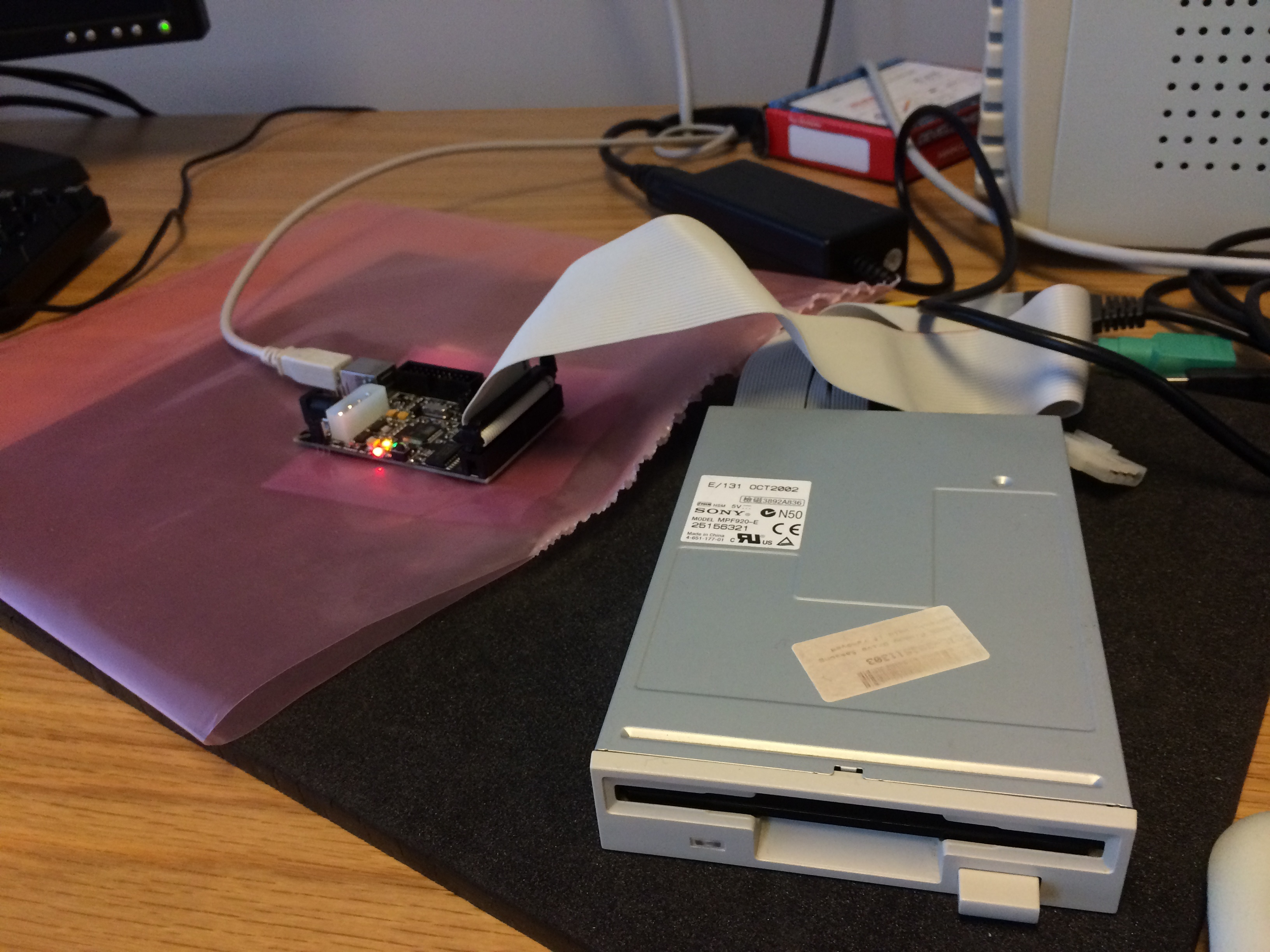
Connexion du Kryoflux de manière externe en utilisant un câble USB. Le Kryoflux est par la suite connecté à un lecteur de disquette externe (périphérique à droite).

KryoFlux se compose d'un petit périphérique,, qui est un contrôleur de disquettes programmable par logiciel qui fonctionne sur de petits périphériques basés sur l'architecture ARM qui se connectent à un lecteur de disquette et à un PC hôte via USB. De plus, Kryoflux vient avec une interface graphique pour accéder au périphérique. KryoFlux lit les « transitions de flux » de disquettes à une résolution très fine. Il peut également lire les disquettes écrites à l'origine avec différentes cellules binaires et à des vitesses de lecture différente, avec un lecteur à vitesse fixe normal. Le logiciel est disponible pour Microsoft Windows, Mac OS et Linux. Le contrôleur KryoFlux se branche sur un port USB standard et permet de brancher des lecteurs de disquettes PC normaux.
Grâce au fait que l'appareil fonctionne sur des bits de données au niveau le plus bas possible avec une résolution temporelle très précise, il permet aux PC modernes de lire, de décoder et d'écrire des disquettes de pratiquement n'importe quel format ou méthode de protection contre la copie pour aider à la préservation numérique. Le Kryoflux a été testé avec succès avec de nombreuses générations de lecteurs de disquettes, y compris les lecteurs de disquettes de 8", de 5,25", de 3,5" et de 3". De plus, il fonctionne avec des dizaines de formats de disque, y compris de nombreux schémas conçus à l'origine pour empêcher le piratage de logiciels. Les documents et fichiers finissent souvent par succomber à la dégradation d'octet à mesure que le support physique d'origine se détériore et devient illisible au fil du temps. Les images disques créés en utilisant le Kryoflux peuvent être réécrits sur un nouveau support de disque ou, plus communément, utilisés avec des émulations logicielles des systèmes d'origine.
Lors de la lecture de disquettes obsolètes (en particulier celles qui ont été entreposées dans des environnements non climatisés pendant de longues périodes de temps), un certain nombre de problèmes peuvent survenir, notamment l'affaiblissement du champ magnétique qui stocke les données, la détérioration du liant qui maintient les particules métalliques sur la surface du disque en plastique, les problèmes de friction empêchant le disque de tourner librement dans son manchon de protection extérieur et les problèmes causés par un mauvais alignement physique du lecteur qui a écrit le disque à l'origine ou de celui utilisé pour le lire. Les utilisateurs ont détaillé diverses techniques pour aider à la récupération des données stockées sur de tels disques marginaux.